# Elaeocarpus miriensis
Elaeocarpus miriensis é uma espécie de angiospérmica da família Elaeocarpaceae.
Apenas pode ser encontrada no seguinte país: Brunei.